# 八分钟的温暖
《八分钟的温暖》（英語：Just An Encore），2019年中国偶像剧。本剧改编自夏茗悠的同名小说，由姜卓君、丁禹兮、陳汛、朱丹妮领衔主演，腾讯视频于2019年1月30日首播。

## 播出时间
| 频道     | 所在地   | 播映日期      | 播出时间 | 备注 |
| -------- | -------- | ------------- | -------- | ---- |
| 腾讯视频 | 中国大陆 | 2019年1月30日 |          |      |

## 演员列表

### 主要演员
| 演員   | 角色   | 介紹 |
| 姜卓君 | 颜泽   | 陽明中學文科九班學生，在學校人緣極好，原喜歡季霄，顧夕夜的閨蜜，原本跟賀新涼是死對頭冤家，最後發現自己慢慢喜歡上賀新涼並最後跟贺新涼在一起跟成為男女朋友。                       |
| 丁禹兮 | 贺新涼 | 陽明中學理科三班學生，與顏澤為冤家，喜歡顏澤，最後跟顏澤在一起跟成為男女朋友。                                                                                                   |
| 陈汛   | 季霄   | 陽明中學文科九班學生，跟柳溪川是表姊弟，喜歡顏澤，最後把顏澤讓給賀新涼，成全兩人。                                                                                               |
| 朱丹妮 | 顾夕夜 | 陽明中學理科三班學生，顏澤的閨蜜，喜歡贺新涼，知道賀新涼不喜歡自己而沖出馬路被車撞，急需要別人捐血，血型一樣的就只有蕭卓安，蕭卓安從機場裏迅速的到醫院捐血，收到夕夜的信後和好。 |

### 其他演员
| 演員   | 角色   | 介紹 |
| 王靖雯 | 柳溪川 | 陽明中學的校花兼體育部部長，後來顏澤接班，跟季霄是表姊弟，在意顏海，最後跟顏海在一起。 |
| 王若珊 | 萧卓安 | 轉學至陽明中學理科三班，為陽明中學文化部部長，喜歡賀新涼，賀新涼青梅竹馬，顏澤與顧夕夜初中時期的好朋友，後來不告而別，重回陽明後誤以為賀新涼喜歡的是顧夕夜而處處針對顧夕夜，最後跟顏澤和夕夜和好。 |
| 徐熙遥 | 谷雨   | 喜歡韓路，最後在一起。 |
| 杜维瀚 | 韓路   | 陽明中學體育老師，喜歡谷雨，最後在一起。 |
| 田淼   | 顏母   | 顏澤的媽媽，夕夜的養母。 |
| 韋奕波 | 顏父   | 顏澤的爸爸，夕夜的養父。 |
| 李星   | 顏海   | 顏澤的堂弟，喜歡柳溪川，起初與她告白被拒絕，最後在一起。 |
| 盧一   | 郭超   | |
| 林鹿   | 裴嘉瑩 | |
| 裴晨曦 | 翟靜流 | |

### 特別出演
| 演員   | 角色   | 介紹                                                             |
| 方齡   | 王振華 | 文科九班班主任，懂的應材施教的老師。                             |
| 宋慶   | 鄭學志 | 理科三班的班主任，後來升職為教務主任，最后成了阳明中学的副校长。 |
| 寧文彤 | 導演   |                                                                  |
| 胡夏   | 胡夏   |                                                                  |
| 王群英 | 賀父   | 工科博士，與賀新涼母親離婚。                                     |

## 网络剧原声带
| 曲序 | 曲目               |      | 作曲 | 演唱   |
| ---- | ------------------ | ---- | ---- | ------ |
| 1.   | 懂我的人（主题曲） | 馬英 | 柒玖 | 马吟吟 |
| 2.   | 身後（插曲）       | 馬英 | 柒玖 | 周品   |
| 3.   | 希望的光（插曲）   | 馬英 | 柒玖 | 丁禹兮 |